# Дубовицкий, Карп Прокофьевич
Карп Проко́фьевич Дубови́цкий (1925, Махач-Кала — октябрь 1972, Каменск-Шахтинский, Ростовская область) — советский футболист.

## Карьера
Первым крупным клубом Карпа Дубовицкого стало «Торпедо» из Сталинграда, в котором он играл до 1955 года. С 1956 по 1957 выступал в клубе Высшей лиги «Шахтёр» из Сталино. С 1958 по 1960 годы играл в «Темпе» из Махачкалы. После окончания футбольной карьеры остался в Дагестане и воспитывал юных футболистов, среди которых был Эдуард Тимошенко. Являлся главным тренером команд «Динамо» Махачкала и «Труд» Каспийск.